# Kuver
Kuver, či Kuber byl vládce (chán) Sarmatů ve druhé polovině 7. století.

## Původ
Jeho otcem byl Kuvrat (Kubrat), člen avarského klanu Dulo, jenž v první polovině 7. století poblíž Azovského moře založil státní útvar, který byzantští kronikáři později nazývali "Velké Bulharsko". Kuber měl bratry Asparucha, Batbajana, Kotraga a zřejmě take Altseka.

## Teorie předka Chorvatů
Chorvatský historik Vjekoslav Klaić považuje Kuvratova syna Kubera za chorvatského knížete jednoho z kmenů v Panonii, který se roku 758 vydělil od Avarů. Tato interpretace je však zjevně nesprávná, neboť informace o Kuberovi byly zaznamenány asi padesát let před údajnými událostmi, které popisuje Klaić. Výklad dějin, že Kuber byl chorvatským knížetem (vévodou), je typický pro chorvatskou historiografii období romantismu 19. století. Tehdy se mělo zato, že Chorvati obývali Podunají již od 7. a 8. století, všichni panovníci, kteří se objevili v oblasti v raném středověku, byli tudíž považováni za Chorvaty, jako např. Sermo (1018).
Pozdější chorvatská historiografie Kubera byla často zmiňována při zvažování bulharského vlivu v etnogenezi Chorvatů, především proto, že byl synem Kubrata, který je někdy označován jako Krovatos. Podle některých odborníků je Kuber jedna a táž osoba, jako Porfyrogennetův Hrvat, jeden z pěti sourozenců, který přivedl Chorvaty do Dalmácie. Pro tuto teorii svědčí také skutečnost, že v době po Kuberovi existoval jistý vůdce Kuberiánů. To znamená, že se určitá skupina ztotožnila s Kuberovým jménem,stejně jako podle Porphyrogeneta se Chorvati identifikovali se jménem jednoho z jeho pěti bratrů. Navíc oba, Kuber i Porfyrogennet Hrvat, měli shodně čtvero sourozenců. Na druhou stranu však někteří historici odmítají jakoukoli spojitost mezi Kuberem a Hrvatem, a tím pádem i mezi Kubratem / Krovatosem.